# Francesco Tricarico
Francesco Maria Tricarico (ur. 1 lutego 1971 w Mediolanie) – włoski piosenkarz występujący od 2000 roku jako Tricarico.

## Dyskografia

### Albumy
- 2002 - Tricarico
- 2004 - Frescobaldo nel recinto
- 2008 - Giglio
- 2009 - Il bosco delle fragole
- 2011 - L’Imbarazzo
- 2013 - Invulnerabile
- 2016 - Da chi non te lo aspetti
- 2021 - Amore dillo senza ridere ma non troppo seriamente

### Single
- 2000 - „Io sono Francesco”
- 2001 - „Drago”
- 2001 - „La Pesca”
- 2002 - „Musica”
- 2004 - „Cavallino”
- 2004 - „Sposa Laser”
- 2006 - „Solo per te”
- 2006 - „Cica bum l’Italia”
- 2007 - „Un’altra possibilità”
- 2008 - „Vita tranquilla”
- 2008 - „Eternità”
- 2009 - „Il bosco delle fragole”
- 2009 - „Luminosa”
- 2010 - „Guarda ancora più in là” (Matteo Macchionni feat. Tricarico)
- 2011 - „Tre colori”
- 2011 - „Una selva oscura”
- 2011 - „La mia sposa”
- 2013 - „L’America”
- 2013 - „Riattaccare i bottoni”
- 2013 - „Le conseguenze dell’ingenuità”
- 2014 - „È di moda”
- 2015 - „La mela”
- 2016 - „Brillerà” (feat. Ale & Franz)
- 2016 - „Una cantante di musica leggera” (feat. Arisa)
- 2018 - „Generazione”
- 2019 - „Abbracciami fortissimo”
- 2019 - „A Milano non c’è il mare” (feat. Francesco De Gregori)
- 2020 - „Mi manchi negli occhi”
- 2021 - „La bella estate”
- 2023 - „Mi state tutti immensamente e profondamente sul cazzo 1”